# Estación de Estressin
La estación de Estressin es una estación ferroviaria francesa de la línea París - Marsella, situada en la comuna de Vienne, en el departamento de Isère, en la región de Ródano-Alpes. Por ella transitan únicamente trenes regionales. 

## Situación ferroviaria
La estación se encuentra en la línea férrea París-Marsella (PK 532,002). 

## Descripción
La estación se compone de dos andenes laterales y de dos vías. El cambio de vías se realiza gracias a un paso elevado.

## Servicios ferroviarios

### Regionales
Los TER Ródano Alpes recorren el siguiente trazado:
- Línea Lyon - Vienne.